# 前列腺内尿液逆流
前列腺内尿液逆流与各种类型的慢性前列腺炎，以及前列腺结石等发生发展密切相关。前列腺内尿液逆流成因：
- 结构因素：前列腺周围区腺管与尿道呈直角，不排尿时，周围区前列腺腺管开口对侧的尿道壁，成了该腺管出口的止逆伐；尿液一旦进入周围区前列腺腺管，难以引流。
- 动力因素：前列腺尿道痉挛是前列腺内尿液逆流的动能来源；尿流流经前列腺尿道，前列腺周围区腺管与前列腺尿道连通，尿道内压增高时，形成前列腺内尿液逆流。

通常情况下，反复前列腺内尿液逆流引起化学性前列腺炎（属慢性非细菌性前列腺炎范畴），同时，尿液滞留前列腺内日久，也是形成前列腺结石的主要原因。一旦生殖泌尿系存在感染，影响尿液，前列腺内逆流尿液即成为前列腺的感染源。